# أرسنال موسم 2012–13
كان موسم 2012–13 هو الموسم الحادي والعشرون لنادي أرسنال لكرة القدم في الدوري الإنجليزي الممتاز والموسم السابع والثمانين على التوالي في دوري الدرجة الأولى لكرة القدم الإنجليزية.   شارك أرسنال في الدوري الإنجليزي الممتاز ودوري أبطال أوروبا، بعد أن احتل المركز الثالث في الموسم السابق من الدوري الإنجليزي الممتاز. لكن كأس الرابطة كانت بعيدة عن متناولهم، وعلى الرغم من مسيرتهم الممتعة في الكأس، والتي تضمنت 13 هدفا مسجلا في مباراتين، خسر أرسنال أمام برادفورد سيتي من الدرجة الرابعة في ربع النهائي بركلات الترجيح. في كأس الاتحاد الإنجليزي، خرج أرسنال من البطولة على يد فريق بلاكبيرن روفرز في الجولة الخامسة. كما أثبتت بطولة دوري أبطال أوروبا عدم جدواها، فعلى الرغم من الجهود الشجاعة التي بذلها بافاريا في الفوز 2–0، إلا أنه خرج في النهاية بسبب قاعدة الأهداف خارج الأرض أمام بايرن ميونخ، وبالتالي تمديد صيامه عن الفوز بالبطولة للموسم الثامن. كانت أعلى نتيجة لهم في الموسم هي الفوز الشهير 7–5 في كأس الدوري (بعد الوقت الإضافي)، حيث عادوا من تأخرهم بأربعة أهداف ليهزموا ريدنغ. كان أعلى فوز لأرسنال من حيث عدد الأهداف في الدوري هو الفوز 7-3 على نيوكاسل يونايتد في ديسمبر؛ وكانت هذه أيضًا أعلى مباراة لهم من حيث عدد الأهداف في الدوري الإنجليزي الممتاز على الإطلاق. أنهى أرسنال هذا الموسم في المركز الرابع بعد أن اضطر إلى تقليص فارق النقاط الكبير (مثل الموسم الماضي) بينهم وبين منافسهم في شمال لندن توتنهام هوتسبير، والذي تغلبوا عليه 5–2 للموسم الثاني على التوالي. 